# Anton Guadagno
Anton Guadagno (2 de maio de 1925 - 16 de agosto de 2002) foi um maestro de ópera italiano.
Nascido em Castellammare del Golfo, Itália, Anton Guadagno estudou no Conservatório de Vincenzo Bellini, em Palermo e na Accademia di Santa Cecilia em Roma. Ele trabalhou com Herbert von Karajan, enquanto estudava no Mozarteum de Salzburgo, e ganhou o primeiro prémio de realização em 1948 quando ainda tinha 23 anos. Após a formatura, morou na Cidade do México, onde foi diretor musical e formou uma relação duradoura com Plácido Domingo. Ele fez sua estreia americana em 1952 no Carnegie Hall, e serviu como um regente assistente da Metropolitan Opera, durante a temporada 1958-1959. Ele também foi o diretor musical da Filadélfia Lyric Opera Company. A partir da década de 1970, ele trabalhou por 30 anos com a Wiener Staatsoper como maestro residente no repertório italiano. Em 1984, tornou-se maestro  principal do Palm Beach Opera, um cargo que ocupou durante o resto de sua vida.
Guadagno morreu em Viena, Áustria em 2002.